# Liste von Grand-Strategy-Spielen
Diese Liste enthält Grand-Strategy-Spiele (englisch Grand strategy wargames), geordnet nach dem Jahr der Markteinführung.

## Liste
| Jahr | Titel                                                     | Studio                | Plattform                                                  | Serie                        |
| ---- | --------------------------------------------------------- | --------------------- | ---------------------------------------------------------- | ---------------------------- |
| 1983 | Geopolitique 1990                                         | Strategic Simulations | APPII, C64                                                 |                              |
| 1983 | Nobunaga’s Ambition                                       | Koei                  | GB, GEN, MSX, NES, SNES                                    |                              |
| 1985 | Colonial Conquest                                         | SSI                   | APPII, ATR, ST, C64                                        |                              |
| 1985 | Romance of the Three Kingdoms                             | Koei                  | DOS, FM7, MSX, AMI, NES, PC88, SNES, WS, X1                |                              |
| 1986 | Balance of Power                                          | Mindscape             | MAC, WIN                                                   |                              |
| 1987 | Gengis Khan                                               | Koei                  | PC98, MSX, X68K, DOS, NES, AMI                             |                              |
| 1989 | Romance of the Three Kingdoms II                          | Koei                  | DOS, PC88, PC98, MSX2, AMI, NES, SNES, GEN, WS, PS1, WIN9X | Romance of the Three Kindoms |
| 1989 | Storm Across Europe                                       | SSI                   | C64, AMI, DOS                                              |                              |
| 1991 | L’Empereur                                                | Koei                  | MSX, DOS, NES, X68K                                        |                              |
| 1991 | World Empire                                              | Viable                | DOS, WIN                                                   |                              |
| 1992 | Romance of the Three Kingdoms III: Dragon of Destiny      | Koei                  | DOS, PC98, X68K, FMT, PCE, SNES, GEN, SCD, PS1, WIN9X      | Romance of the Three Kindoms |
| 1993 | Clash of Steel                                            | SSI                   | WIN                                                        |                              |
| 1994 | Romance of the Three Kingdoms IV: Wall of Fire            | Koei                  | DOS, PC98, SNES, S32X, PS1, SAT, DC, WIN9X                 | Romance of the Three Kindoms |
| 1995 | Age of Discovery                                          | Email Games           | PBEM, WIN                                                  |                              |
| 1995 | Global Diplomacy                                          | Email Games           | PBEM, WIN                                                  |                              |
| 1997 | Imperialism                                               | Frog City             | MAC, WIN                                                   | Imperialism                  |
| 1997 | Romance of the Three Kingdoms V                           | Koei                  | DOS, PS1, PSP                                              | Romance of the Three Kindoms |
| 1997 | Svea Rike                                                 | Target Games          | WIN, MAC                                                   |                              |
| 1998 | Star Wars: Rebellion                                      | Coolhand Interactive  | WIN9X, WIN                                                 |                              |
| 1998 | Romance of the Three Kingdoms VI: Awakening of the Dragon | Koei                  | WIN9X, PS1, PSP                                            | Romance of the Three Kindoms |
| 1999 | Imperialism II: Age of Exploration                        | Frog City             | MAC, WIN                                                   | Imperialism                  |
| 2000 | Europa Universalis                                        | Paradox Interactive   | WIN                                                        | Europa Universalis           |
| 2000 | Risk II                                                   | Deep Red              | WIN, MAC                                                   |                              |
| 2000 | Romance of the Three Kingdoms VII                         | Koei                  | WIN9X, MAC, PSP, PS1, PS2                                  | Romance of the Three Kindoms |
| 2001 | Europa Universalis II                                     | Paradox Interactive   | WIN                                                        | Europa Universalis           |
| 2001 | Romance of the Three Kingdoms VIII                        | Koei                  | WIN9X, MAC, PSP, PS2                                       | Romance of the Three Kindoms |
| 2002 | Hearts of Iron                                            | Paradox Interactive   | WIN, MAC, OSX                                              | Hearts of Iron               |
| 2002 | SuperPower                                                | GolemLabs             | WIN                                                        | SuperPower                   |
| 2003 | Romance of the Three Kingdoms IX                          | Koei                  | WIN9X, PS2                                                 | Romance of the Three Kindoms |
| 2003 | Victoria – An Empire Under The Sun                        | Paradox Interactive   | WIN, OSX                                                   | Victoria                     |
| 2004 | Crusader Kings                                            | Paradox Interactive   | WIN                                                        | Crusader Kings               |
| 2004 | Knights of Honor                                          | Black Sea Studios     | WIN                                                        |                              |
| 2004 | Romance of the Three Kingdoms X                           | Koei                  | WIN9X, PS2                                                 | Romance of the Three Kindoms |
| 2004 | SuperPower 2                                              | GolemLabs             | WIN                                                        | SuperPower                   |
| 2005 | Generation of Chaos                                       | Idea Factory          | PSP                                                        |                              |
| 2005 | Hearts of Iron II                                         | Paradox Interactive   | WIN, OSX                                                   | Hearts of Iron               |
| 2005 | Supreme Ruler 2010                                        | BattleGoat Studios    | WIN                                                        | Supreme Ruler                |
| 2006 | Birth of America                                          | SEP BOA               | WIN                                                        |                              |
| 2006 | Romance of the Three Kingdoms XI                          | Koei                  | WIN, PS2, Wii                                              | Romance of the Three Kindoms |
| 2007 | Ageod's American Civil War                                | AGEOD                 | WIN                                                        | American Civil War           |
| 2007 | Europa Universalis III                                    | Paradox Interactive   | WIN                                                        | Europa Universalis           |
| 2007 | Making History: The Calm & The Storm                      | Muzzy Lane            | WIN                                                        | Making History               |
| 2008 | Europa Universalis: Rome                                  | Paradox Interactive   | WIN                                                        | Europa Universalis           |
| 2008 | Supreme Ruler 2020                                        | BattleGoat Studios    | WIN                                                        | Supreme Ruler                |
| 2008 | TripleA                                                   | TripleA team          | CROSS                                                      |                              |
| 2009 | Hearts of Iron III                                        | Paradox Interactive   | WIN, OSX                                                   | Hearts of Iron               |
| 2009 | For the Glory                                             | Crystal Empire Games  | WIN                                                        |                              |
| 2009 | Arsenal of Democracy                                      | BL-Logic              | WIN                                                        |                              |
| 2010 | Distant Worlds                                            | Code Force            | WIN                                                        |                              |
| 2010 | Making History II: The War of the World                   | Muzzy Lane            | WIN, OSX                                                   | Making History               |
| 2010 | Rise of Prussia                                           | AGEOD                 | WIN                                                        |                              |
| 2010 | Victoria 2                                                | Paradox Interactive   | WIN, OSX                                                   | Victoria                     |
| 2011 | Darkest Hour: A Hearts of Iron Game                       | Darkest Hour Team     | WIN                                                        | Hearts of Iron               |
| 2011 | Pride of Nations                                          | AGEOD                 | WIN                                                        |                              |
| 2011 | Supreme Ruler: Cold War                                   | BattleGoat Studios    | WIN                                                        | Supreme Ruler                |
| 2011 | Sengoku                                                   | Paradox Interactive   | WIN, OSX                                                   |                              |
| 2011 | Fate of the World                                         | Red Redemption        | WIN, OSX                                                   |                              |
| 2012 | Romance of the Three Kingdoms XII                         | Koei                  | WIN, WiiU, PS3                                             | Romance of the Three Kindoms |
| 2012 | Crusader Kings II                                         | Paradox Interactive   | WIN, OSX, LIN                                              | Crusader Kings               |
| 2012 | Hegemony Gold: Wars of Ancient Greece                     | Longbow Games         | WIN                                                        | Hegemony                     |
| 2013 | Ageod's American Civil War II                             | AGEOD                 | WIN                                                        | American Civil War           |
| 2013 | Europa Universalis IV                                     | Paradox Interactive   | WIN, OSX, LIN                                              | Europa Universalis           |
| 2013 | Nobunaga's Ambition: Sphere of Influence                  | Koei                  | WIN                                                        |                              |
| 2013 | March of the Eagles                                       | Paradox Interactive   | WIN, OSX                                                   |                              |
| 2013 | Dominions 4: Thrones of Ascension                         | Illwinter Game Design | WIN, OSX, LIN                                              | Dominions                    |
| 2014 | Hegemony Rome: The Rise of Caesar                         | Longbow Games         | WIN                                                        | Hegemony                     |
| 2014 | Supreme Ruler 1936                                        | BattleGoat Studios    | WIN, OSX                                                   | Supreme Ruler                |
| 2014 | Supreme Ruler Ultimate                                    | BattleGoat Studios    | WIN, OSX                                                   | Supreme Ruler                |
| 2015 | Hegemony III: Clash of the Ancients                       | Longbow Games         | WIN                                                        | Hegemony                     |
| 2015 | Making History: The Great War                             | Muzzy Lane            | WIN, OSX                                                   | Making History               |
| 2016 | Romance of the Three Kingdoms XIII                        | Koei                  | WIN, PS3, PS4, PS Vita, XO, Nintendo Switch                | Romance of the Three Kindoms |
| 2016 | Hearts of Iron IV                                         | Paradox Interactive   | WIN, OSX, LIN                                              | Hearts of Iron               |
| 2016 | Stellaris                                                 | Paradox Interactive   | WIN, OSX, LIN, PS4, XO                                     |                              |
| 2017 | Supreme Ruler The Great War                               | BattleGoat Studios    | WIN, OSX                                                   | Supreme Ruler                |
| 2017 | Dominions 5 - Warriors of the Faith                       | Illwinter Game Design | WIN, OSX, LIN                                              | Dominions                    |
| 2018 | Age of History II                                         | Łukasz Jakowski       | WIN, OSX, LIN                                              |                              |
| 2018 | Making History: The Second World War                      | Muzzy Lane            | WIN, OSX                                                   | Making History               |
| 2019 | Imperator: Rome                                           | Paradox Interactive   | WIN, OSX, LIN                                              |                              |
| 2020 | Crusader Kings III                                        | Paradox Interactive   | WIN, OSX, LIN                                              | Crusader Kings               |
| 2022 | Victoria 3                                                | Paradox Interactive   | WIN, OSX, LIN                                              | Victoria                     |

### Legende
| AMI   | Amiga                                  |
| APPII | Apple II                               |
| ATR   | Atari 8                                |
| C64   | Commodore 64                           |
| CROSS | Cross-Plattform                        |
| DC    | Dreamcast                              |
| DOS   | DOS/MS-DOS                             |
| FM7   | FM-7                                   |
| FMT   | FM Towns                               |
| GB    | Game Boy                               |
| GEN   | Sega Mega Drive                        |
| LIN   | Linux                                  |
| MAC   | Macintosh / Mac OS                     |
| MSX   | MSX                                    |
| MSX2  | MSX-2                                  |
| OSX   | macOS / OS X                           |
| PBEM  | Play-by-E-Mail                         |
| PC88  | PC-8800                                |
| PC98  | PC-9800                                |
| PS1   | PlayStation / PSone                    |
| PS2   | PlayStation 2                          |
| PSP   | PlayStation Portable                   |
| S32X  | 32X                                    |
| SAT   | Sega Saturn                            |
| SCD   | Sega Mega-CD                           |
| ST    | Atari ST                               |
| WIN   | Microsoft Windows 2000/XP/Vista/7/8/10 |
| WIN9X | Windows 9x                             |
| WINNT | Windows NT                             |
| Wii   | Wii                                    |
| WS    | WonderSwan                             |
| X1    | Sharp X1                               |
| X68K  | X68000                                 |